# Nikdy nic nebylo
Nikdy nic nebylo je šesté album skupiny Sto zvířat z roku 2004.

## Seznam skladeb
1. Domácí kino
2. Nikdy nic nebylo
3. Jak zmírnit děs
4. Dáma s čápem
5. Majonéza hrábě
6. Romeo a Julietta
7. Příbuzný
8. Velká láska
9. Hoří
10. Chicago 1933
11. Jsem tady cizí
12. Noviny
13. Pohádka
14. Pochyby
15. Part Of Making Love